# شوکان (نیویورک)
شوکان (به انگلیسی: Shokan) یک منطقهٔ مسکونی در ایالات متحده آمریکا است که در شهرستان اولستر، نیویورک واقع شده‌است. شوکان ۱۰٫۱ کیلومتر مربع مساحت و ۱٬۱۸۳ نفر جمعیت دارد و ۲۱۶ متر بالاتر از سطح دریا واقع شده‌است.